# Romainmôtier VD
| VD ist das Kürzel für den Kanton Waadt in der Schweiz. Es wird verwendet, um Verwechslungen mit anderen Einträgen des Namens Romainmôtier zu vermeiden. |

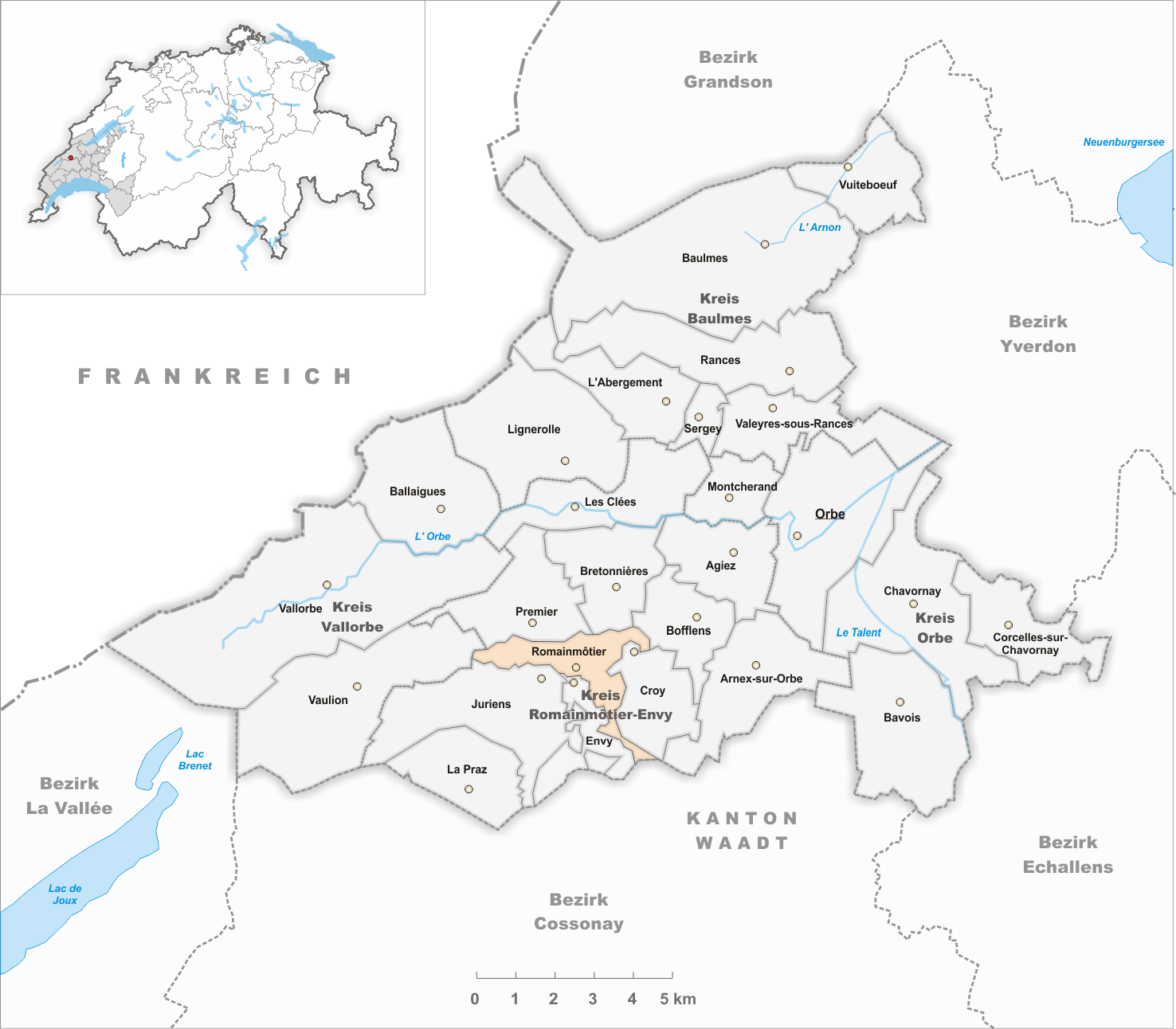
Gemeindestand vor der Fusion am 1. Januar 1970

Romainmôtier ist ein Dorf und eine ehemalige politische Gemeinde, die zum damaligen Distrikt Orbe des Kantons Waadt in der Schweiz gehörte. Romainmôtier fusionierte am 1. Januar 1970 mit der ehemaligen Gemeinde Envy zur neuen Gemeinde Romainmôtier-Envy, die heute zum Bezirk Jura-Nord vaudois gehört.

## Persönlichkeiten
- Beat Emanuel von May (1734–1802), Militärschriftsteller, Militär und Historiker